# Pseudomeges varioti
Pseudomeges varioti là một loài bọ cánh cứng trong họ Cerambycidae.